# Engaku-ji
Engaku-ji (Japans: 円覚寺, voluit 瑞鹿山円覚興聖禅寺, Zuirokusan Engaku Kōshō Zenji) is een boeddhistische tempel in de Japanse stad Kamakura. Engaku-ji ligt langs een heuvel ten noorden van het stadscentrum, dicht bij het station Kita-Kamakura.
De zen-boeddhistische tempel werd in 1282 gesticht door Hojo Tokimune, de achtste shikken van het Kamakura-shogunaat, als eerbetoon aan de gevallen Japanse en Mongoolse soldaten bij de onsuccesvolle tweede invasie van Japan door de Mongolen. Kamakura was in die periode het machtscentrum van Oost-Japan. Engaku-ji is een van de belangrijkste zen-tempelcomplexen van Japan en de tweede van Kamakura's vijf bergen.
Het tempelcomplex omvat onder andere een hoofdpoort (Sanmon) uit 1783 en een hoofdtempel (Butsuden) die in 1964 werd gebouwd nadat het vorige gebouw vernield werd door een aardbeving. In de Butsuden staat een houten standbeeld van de Boeddha. Verder op staat de Shariden waarin een tand van de Boeddha bewaard zou worden. Op een heuvel staat een historische klok opgesteld. Zowel de Shariden als de klok zijn erkend als nationale schatten van Japan. Het complex omvat nog verschillende kleinere subtempels en aangelegde tuinen met vijvers.

## Galerij

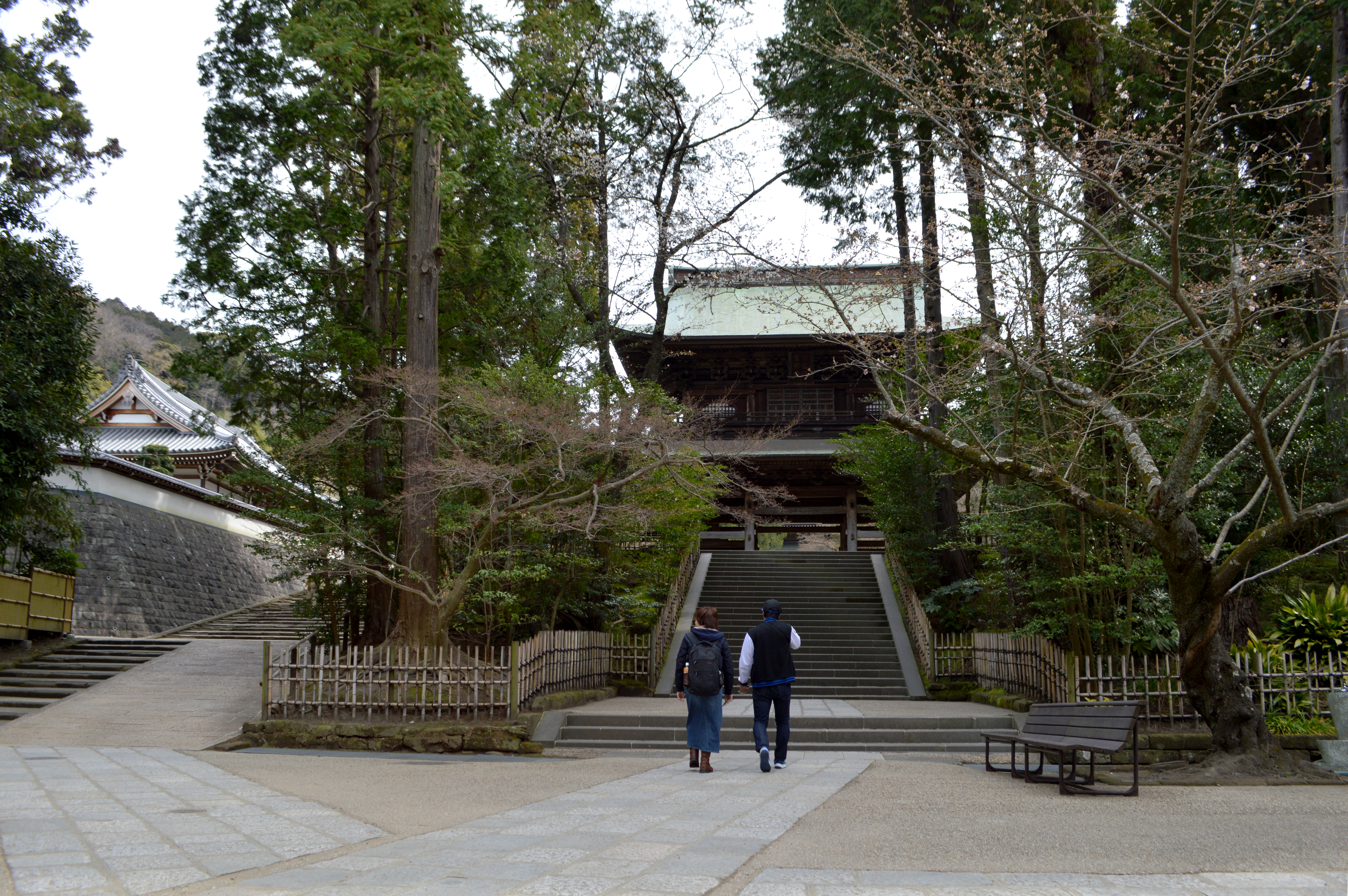
Trappen naar de Sanmon
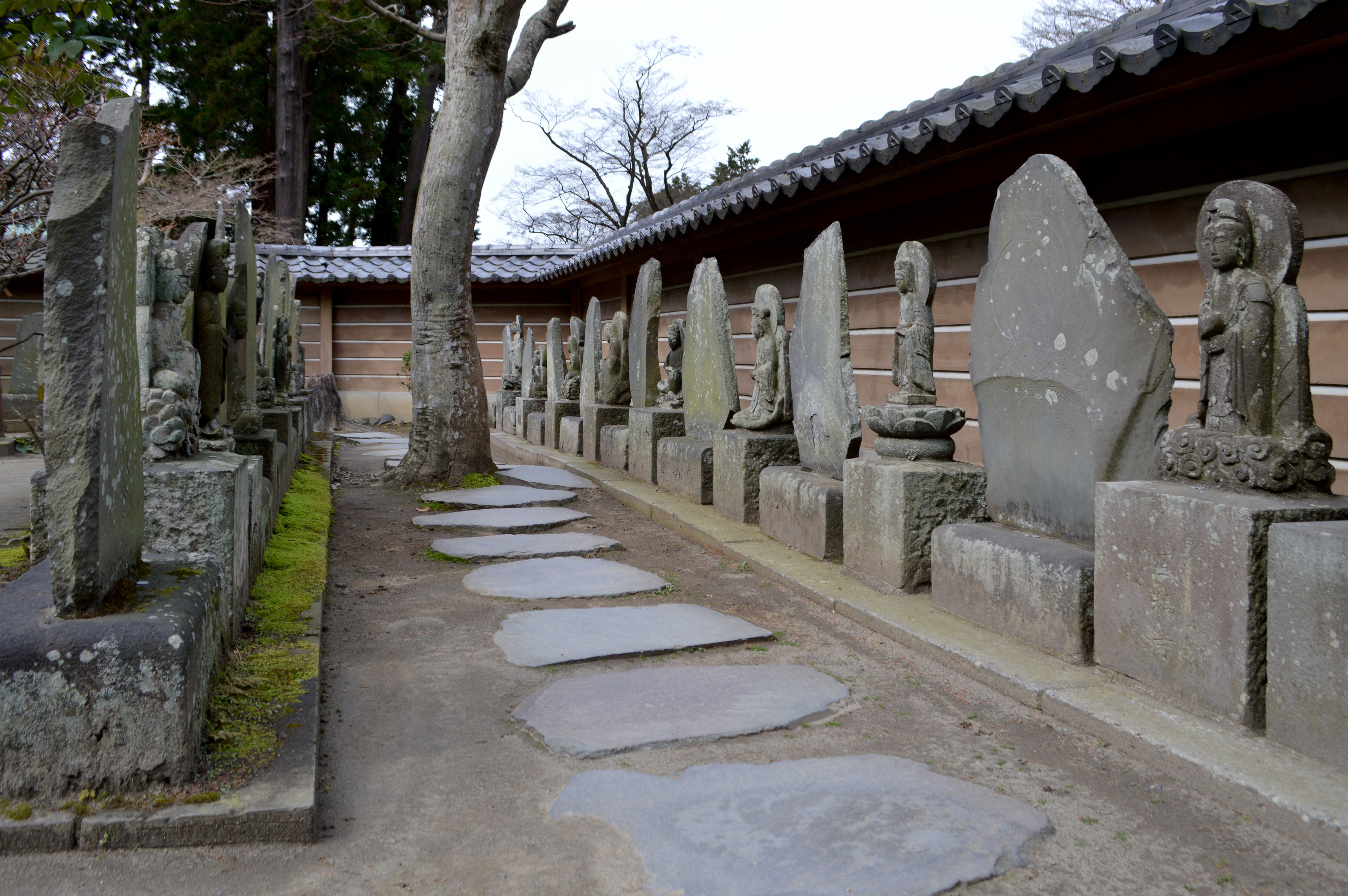
Beeldjes in de tuin van de 100 Kannons
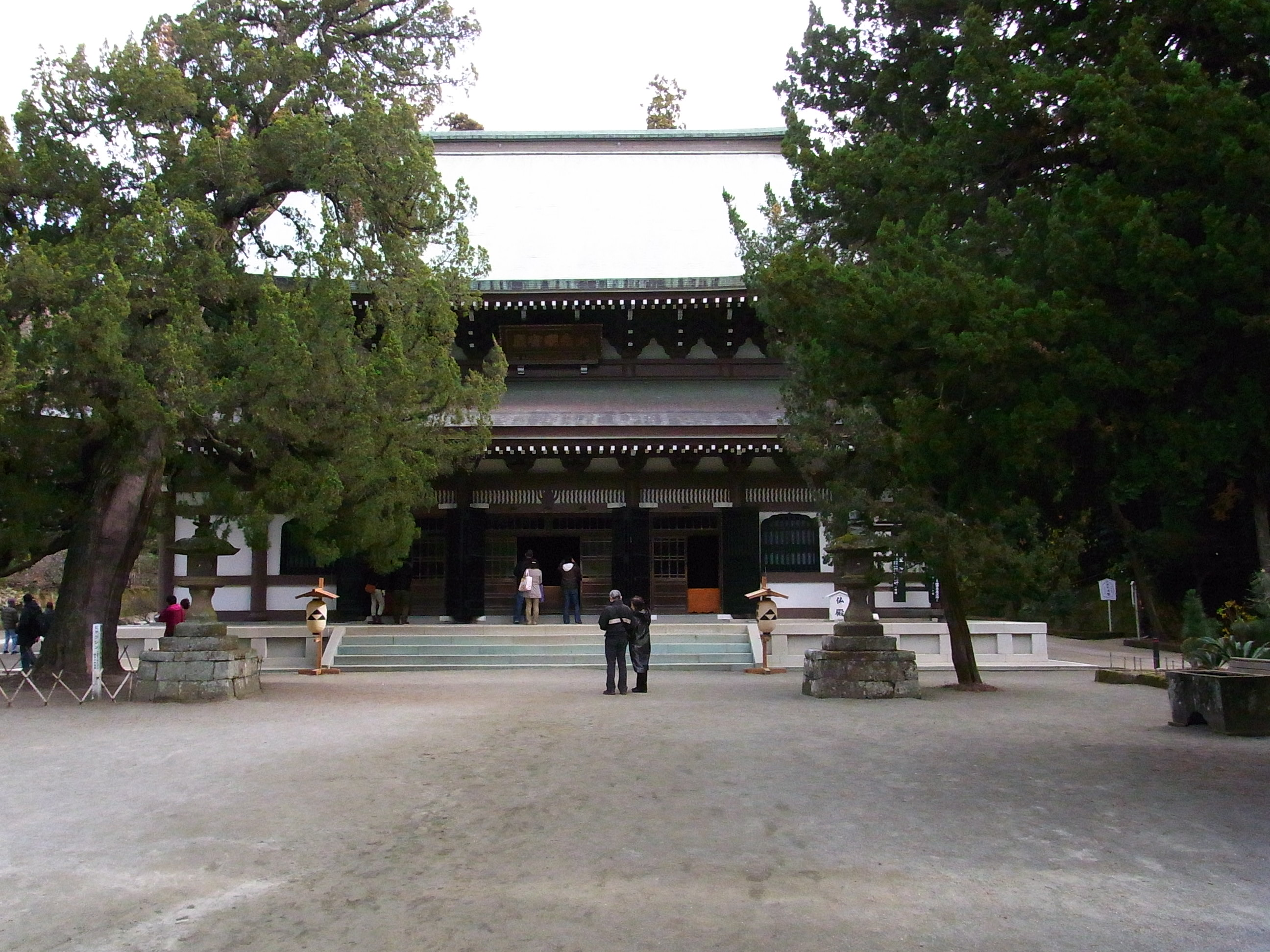
Butsuden
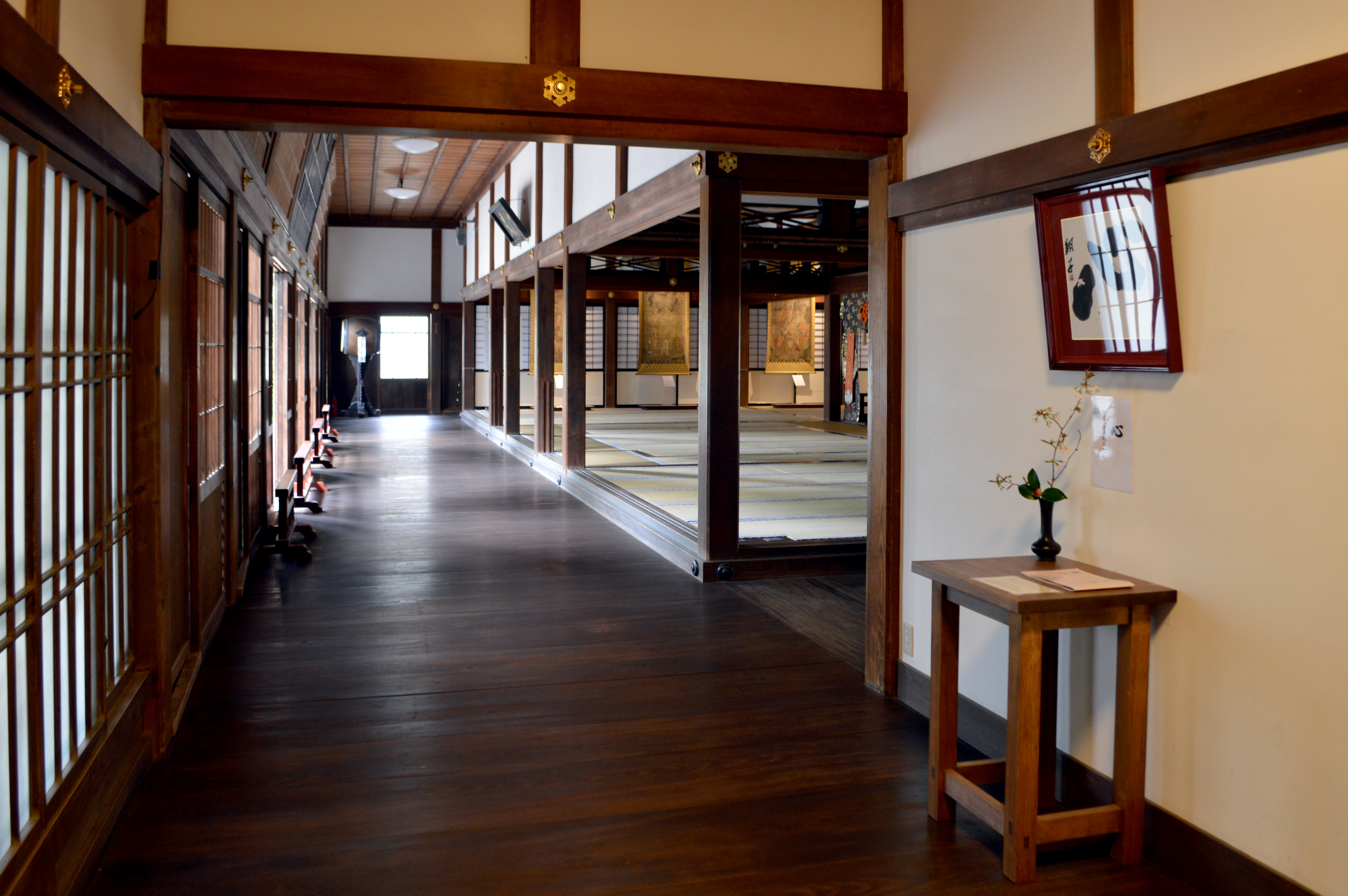
Interieur van de Hōjō
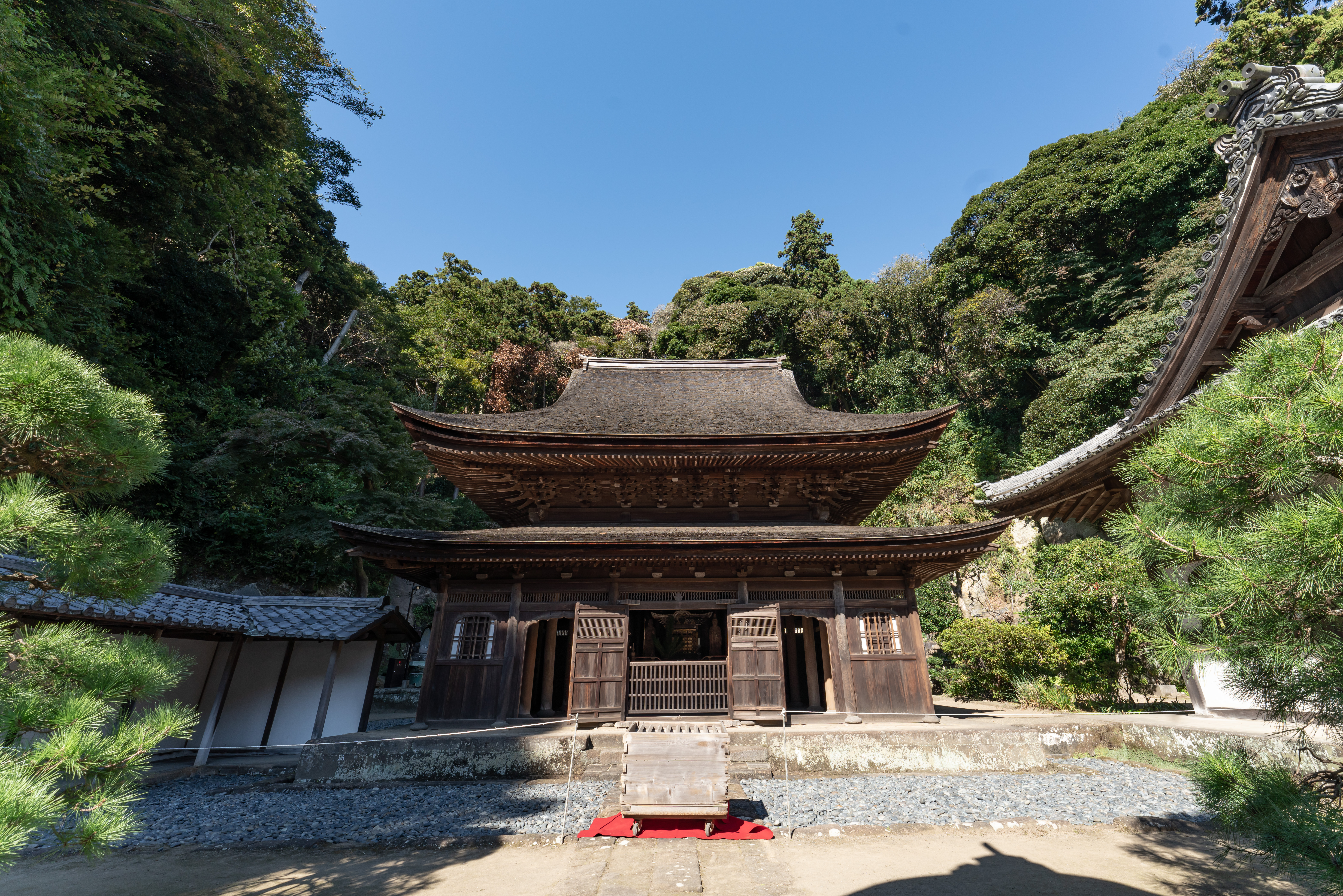
Shariden
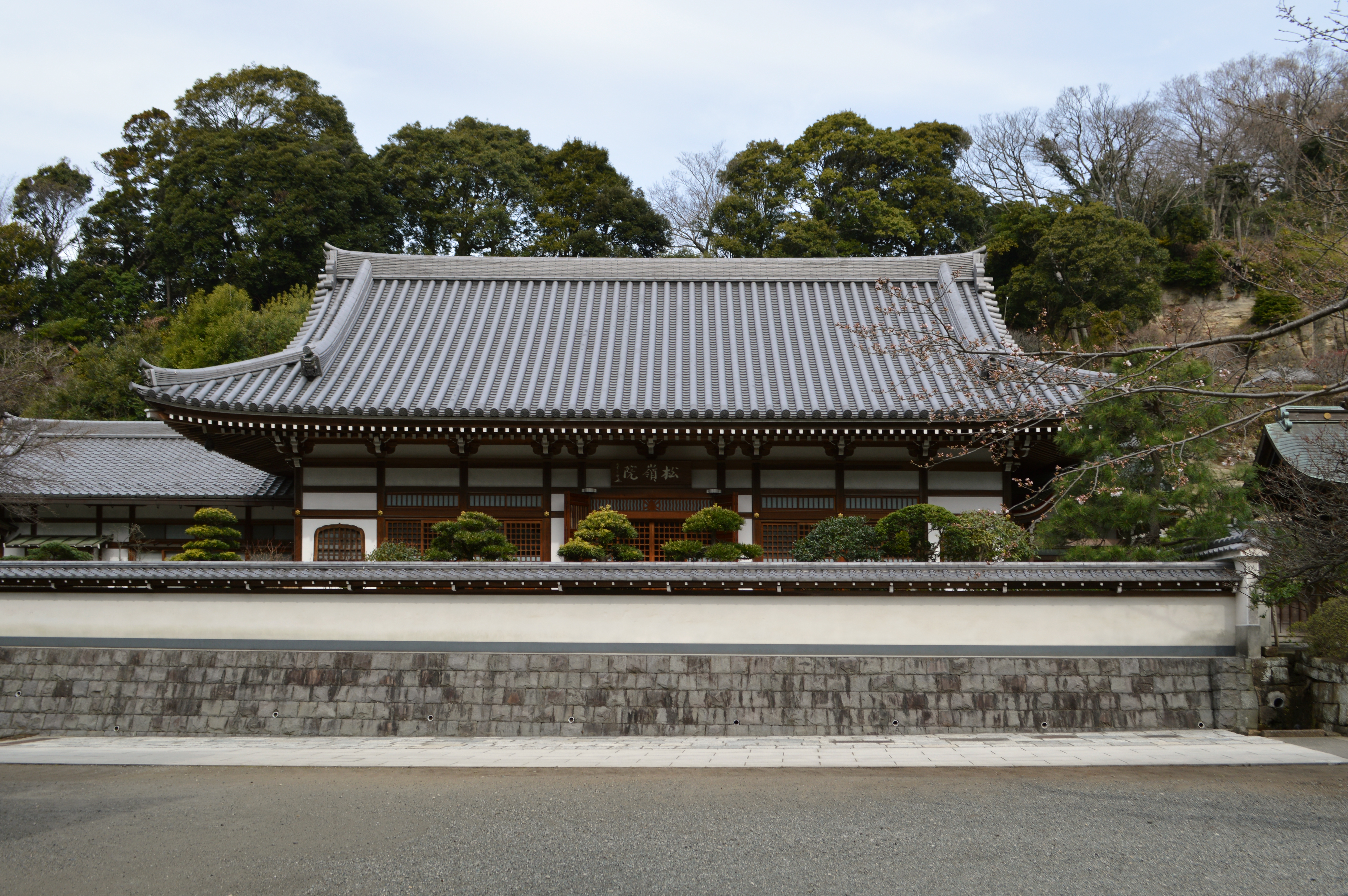
Shōrei-in
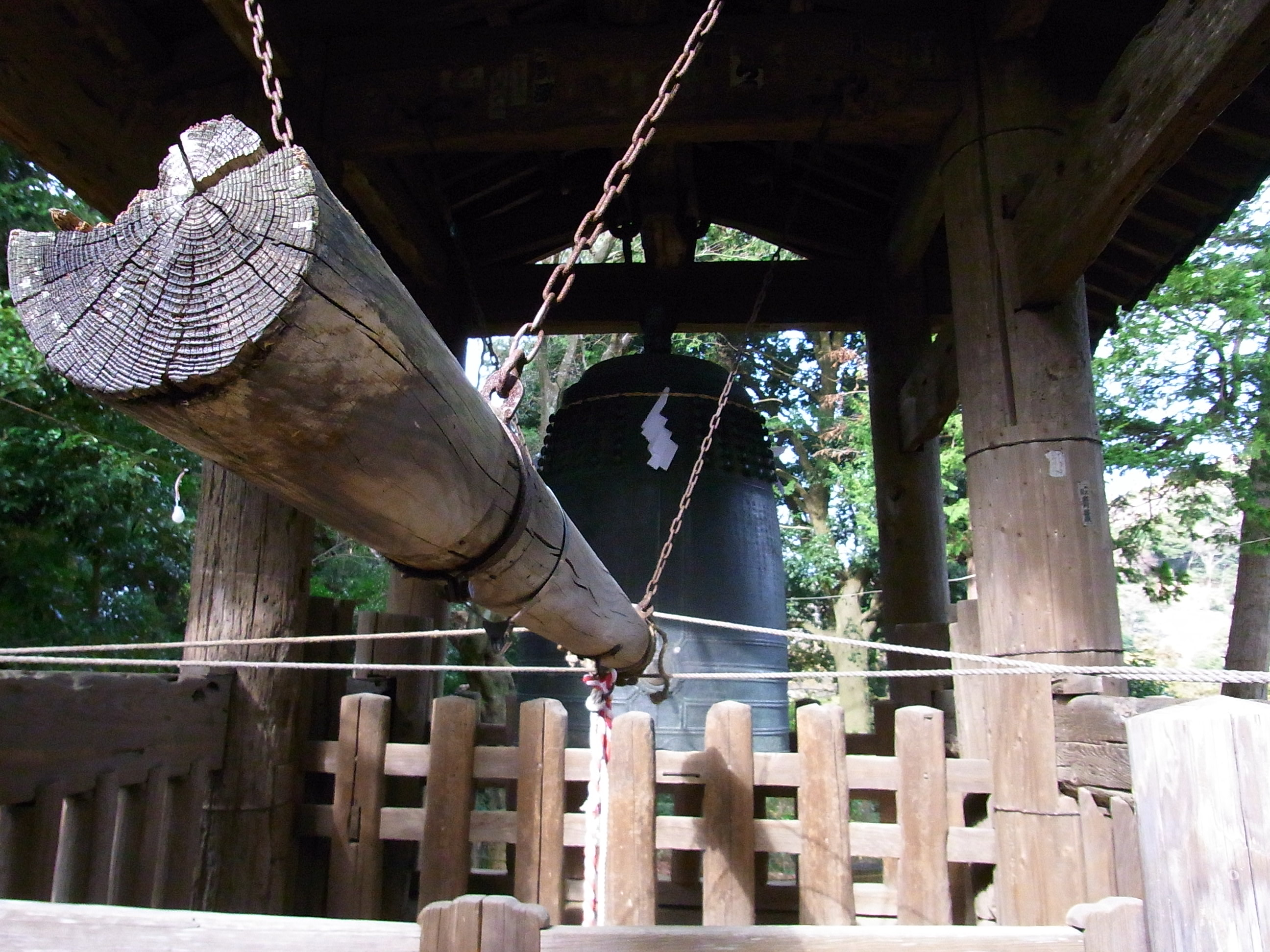
Klok